# Sonorella bowiensis
Sonorella bowiensis är en snäckart som beskrevs av Henry Augustus Pilsbry 1905. Sonorella bowiensis ingår i släktet Sonorella och familjen Helminthoglyptidae. Inga underarter finns listade i Catalogue of Life.